# Pylargosceles
Pylargosceles là một chi bướm đêm thuộc họ Geometridae.